# Oud-Egyptische muziek
In het oude Egypte speelden muziek en dans een belangrijke rol. De Egyptenaren beschouwden muziek als een manier om vreugde te bevorderen en om zorgen te vergeten. Bovendien diende muziek om godheden te eren: uit de Egyptische oudheid zijn diverse hymnes bewaard gebleven.
Muziek is waarschijnlijk gedurende de hele Egyptische oudheid van belang geweest. Het eerste directe bewijs hiervan stamt echter pas uit ongeveer 31e eeuw v.Chr., toen verschillende reliëfs met dansen werden aangebracht in onder andere tempels en tombes. Muziek kwam in alle sociale kringen voor en werd gespeeld in tempels, paleizen, werkplaatsen, boerderijen en zelfs op slagvelden. De muzikanten die in tempels speelden (meestal vrouwen, zogenaamde shemayets) stonden het hoogst op de sociale ladder. Veel goede, getalenteerde artiesten werden uitgenodigd door de farao om aan het hof te werken en zij werden daarom ook zeer gerespecteerd. Zij die muziek maakten op feesten stonden iets lager in de maatschappij.

## Klank en techniek
In het oude Egypte waren het voornamelijk de slag- en snaarinstrumenten die gebruikt werden. De melodie werd voornamelijk gezongen; instrumenten en handgeklap dienden als ritmische begeleiding. Crotales, auloi en de harp waren populaire instrumenten. Het geheel werd vaak gedirigeerd.
Uit de Egyptische oudheid zijn enkele perkamenten gevonden die lijken op een partituur, bestaande uit bolletjes van verschillende formaten.  Tot op heden hebben musicologen deze mogelijke vorm van muzieknotatie echter nog niet ontcijferd en daarom kan men slechts gissen hoe de oud-Egyptische muziek geklonken heeft. Representatieve bewijzen, zoals de instrumenten die zijn gevonden en de reliëfs die in Egyptische gebouwen zijn aangetroffen, scheppen een redelijk beeld van de muziek in het Oude Egypte. Tempelmuziek was vrij eentonig: er klonk een sistrum, en dat werd begeleid door de stem van zangers of zangeressen. De muziek die op feesten werd gespeeld bestond uit ensembles van instrumenten als de luit, percussie, fluit en kleppen, die begeleid werden door de stemmen van alle aanwezigen. De melodie in de oud-Egyptische muziek was waarschijnlijk gebaseerd op een reeks hele toonafstanden, zoals kan worden opgemaakt uit het aantal gaten en de positie daarvan op de fluiten, hoewel er ook gedacht wordt aan een pentatonische reeks. Dit is echter niet met zekerheid te zeggen, aangezien oude Japanse fluitkunstenaars bewijzen dat het, door de fluit te hellen en de lippen te verplaatsen, theoretisch ook mogelijk is met zo'n fluit verhogingen en verlagingen te spelen. Het is de vraag of men deze techniek in het Oude Egypte kende.

### Griekse invloeden

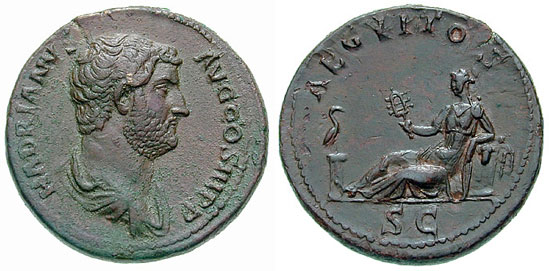
Romeinse munt van keizer Hadrianus met de afbeelding van de godin Aegyptos met een sistrum: Egyptische muziek had ook invloeden in het Imperium Romanum.

In de Late Tijd brachten de Grieken een aantal drastische veranderingen aan in de Egyptische muziek. De wijsgeer Pythagoras was daar een belangrijke spil in: diverse van zijn muziekwetenschappelijke theorieën, waaronder de stemming van Pythagoras, werden tijdens zijn reizen in Egypte geïntroduceerd. Ook wordt gezegd dat de Grieken de heptatonische toonladder in Egypte introduceerden. Tot slot werden Egyptische instrumenten en muziekstijlen geleidelijk vervangen door de Griekse muzikale normen. Een voorbeeld hiervan is de introductie van het waterorgel in de 2e eeuw v.Chr., door de Egyptische Griek Ktesibios.
Tijdens de Griekse overheersing veranderde er in de muziek nog een interessant detail. De Grieken gebruikten in de Oudheid een andere definitie van 'hoge noten' en 'lage noten' dan dat de Egyptenaren aanvankelijk deden. Wat tegenwoordig en in het Oude Egypte als een hoge noot werd beschouwd, was in de Griekse Oudheid een lage noot. De Oude Egyptenaren namen deze definitie later van de Grieken over.

## Instrumenten
De instrumenten die de Oude Egyptenaren gebruikten in hun muziek zijn in te delen in drie hoofdcategorieën: blaasinstrumenten, percussie-instrumenten en snaarinstrumenten.

### Blaasinstrumenten
Blaasinstrumenten waren de eerste muziekinstrumenten die in de Egyptische muziek werden gebruikt. Aanvankelijk hadden ze de vorm van de van oorsprong Griekse auloi, een soort dubbele hobo. De auloi werd gebruikt sinds ongeveer de 28e eeuw v.Chr. en bestond uit twee delen, waarvan één deel korter was dan het andere, om zo verschillende tonen te kunnen creëren. Het langere gedeelte kon tevens gebruikt worden om akkoorden of lange noten te spelen, die onder de melodie doorklonken. Later in de Egyptische oudheid werden de twee delen van de aulos steeds vaker van elkaar gescheiden. Onder militairen en in het kader van de verering van goden als Ptah en Ra werden ook trompetten gebruikt, waarvan de trompetten van Toetanchamon een voorbeeld zijn. De trompet werd gebruikt sinds het Nieuwe Rijk.
In de 2e eeuw v.Chr. introduceerde Ktesibios uit Alexandrië het waterorgel, dat in de laatste eeuwen van de Egyptische oudheid steeds populairder werd.

### Percussie
Uit ritmische overwegingen was percussie, met in het bijzonder de idiofonen, in de Egyptische muziek een zeer populaire instrumentengroep. De goden Sekhmet en Bes worden alom geassocieerd met de percussie. De twee belangrijkste percussie-instrumenten uit de Egyptische oudheid zijn de menat, een kleinere variant op de castagnetten, en het sistrum. Castagnetten waren in de mythologie opgedragen aan Hathor en het sistrum was in de Amarnaperiode vooral een middel om Aton te eren.
Het grote aantal idiofonen dat in de Egyptische oudheid werd gebruikt, naast het sistrum en de menat ook vaak instrumenten als kleppen en crotales, duidt erop dat ritme een belangrijk onderdeel was in de Egyptische muziek. Om dit ritme te handhaven werden niet alleen muziekinstrumenten, maar ook de handen aangegrepen. Leden van een orkest, maar ook het publiek, klapten in hun handen ter ondersteuning. Dit handengeklap was een vast onderdeel in veel liederen.

### Snaarinstrumenten
De derde en laatste instrumentengroep binnen de oud-Egyptische muziek was de groep van de snaarinstrumenten. Sinds het Oude Rijk werden bogen uit de jacht gebruikt om harpen van te maken. Zulke harpen kregen aanvankelijk acht tot twaalf snaren die waren gemaakt uit de darmen van dieren. Zowel mannen als vrouwen konden de, vaak zeer fraaie, harpen bespelen. In het Nieuwe Rijk werd er steeds meer geëxperimenteerd met de grootte en het aantal snaren.
De lier werd tijdens het Middenrijk ingevoerd vanuit het Oude Nabije Oosten. Vanaf de periode van het Nieuwe Rijk werd de lier het populairste snaarinstrument.
De luit werd net als de lier ingevoerd uit het Oude Nabije Oosten, maar vond pas aan het begin van het Nieuwe Rijk haar ingang in Egypte. Hun variant bestond uit een relatief kleine klankkast met zes of acht gaten daarin. De luit had twee tot vier snaren. De hals van de luit had veel weg van die van de moderne gitaar: de noten werd bepaald als de snaren werden ingedrukt op de plek waar zich een fret bevond.

## Muziek in de Egyptische mythologie

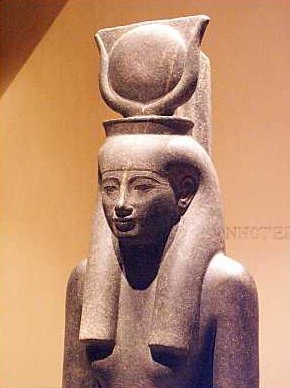
Hathor.

Binnen de Egyptische mythologie stond muziek redelijk hoog in het vaandel. Dat blijkt onder andere uit het feit dat er in het Oude Egypte twee goden van de muziek waren: Bes en Hathor. Bes was een mannelijke dwerg die behalve voor de muziek ook opkwam voor de vreugde en voor de vrouwen en kinderen. Hij was vooral in de Late periode populair. Hathor was een vrouw in de vorm van een koe, die vooral in het Nieuwe Rijk (enkele eeuwen voor de Late Tijd) populair was. Ook zij was behalve godin van de muziek de godin van de vreugde. Bastet ten slotte werd soms omschreven als de Meesteres van het Sistrum. In veel van de beelden die van haar zijn gemaakt, heeft zij dan ook een sistrum in haar hand. De castagnetten, een soort slaginstrument, waren opgedragen aan de godin Hathor. In de Amarnatijd werd de zonnegod Aton veelal vereerd met sistra.
De oud-Egyptische tempelmuziek was een zeer goed ontwikkeld muziekgenre en dat was voornamelijk te danken aan een groep elitevrouwen. Al sinds het Oude Rijk bestonden er in de Hathorcultus zogenaamde marats — in veel gevallen de vrouwen van farao's of andere belangrijke politici — die zongen en muziek speelden om de godin te groeten en haar (al)macht te eren. In het Middenrijk kwamen er zelfs speciale muziekpriesteressen, zogenaamde khenywts, wier diensten bestonden uit muziek maken. In het Oude Rijk ontstond het fenomeen khener. Dit waren kleine ensembles van voornamelijk vrouwen, zogenaamde shemayets, die religieuze muziek maakten. Deze muziek werd aanvankelijk alleen uitgevoerd in tempels, maar later kwam de muziek ook op begrafenissen voor. Een Khener stond onder leiding van een weret khener, die leidster en mogelijk ook dirigente was. Mannen waren in de oud-Egyptische muziek altijd ondergeschikt, en het waren dan ook slechts de mannen uit een lager sociaal milieu die zich op deze kunstuiting toelegden — ook in tempels.
Opvallend was de rol van blinden binnen de oud-Egyptische tempelmuziek. Men ging ervan uit dat blinden, ter compensatie van hun gebrek aan zicht, een subliem gehoor hadden en dus veel meer gevoel ontwikkelden voor muziek, hoewel het moderne onderzoek ervan uitgaat dat dit eerder symbolisch was om aan te geven dat iemand een goede muzikant was. Zodoende werden veel blinde mensen muzikant. Dat bleef zo in het kopticisme.

### Kopticisme
Toen in de 2e en 3e eeuw n.C. het Oude Egypte langzaamaan veranderde in een koptische staat, bleven muziek en mythologie onlosmakelijk aan elkaar verbonden. Koptische muziek was, uiteraard, puur religieus. In de beginperiode van het kopticisme was de koptische muziek doordrongen van oud-Egyptische invloeden, omdat het christendom tijdens de Griekse overheersing verboden was en de muziek zich niet verder kon ontwikkelen. Dat betekende dus dat koptische muziek voornamelijk een ritmisch geheel voorstelde en de tekst, het waren hymnes en chanten, het belangrijkst was. De instrumenten die tegenwoordig in de koptische muziek gebruikt worden zijn nog steeds voornamelijk de idiofonen, met crotales en bekkens als de belangrijkste voorbeelden. Dankzij Cantor Mikhail Girgis El Batanouny zijn er een heleboel koptische liederen bewaard gebleven, aan de hand waarvan ook meer duidelijkheid geschapen is wat betreft andere oud-Egyptische muziek.

## Feesten

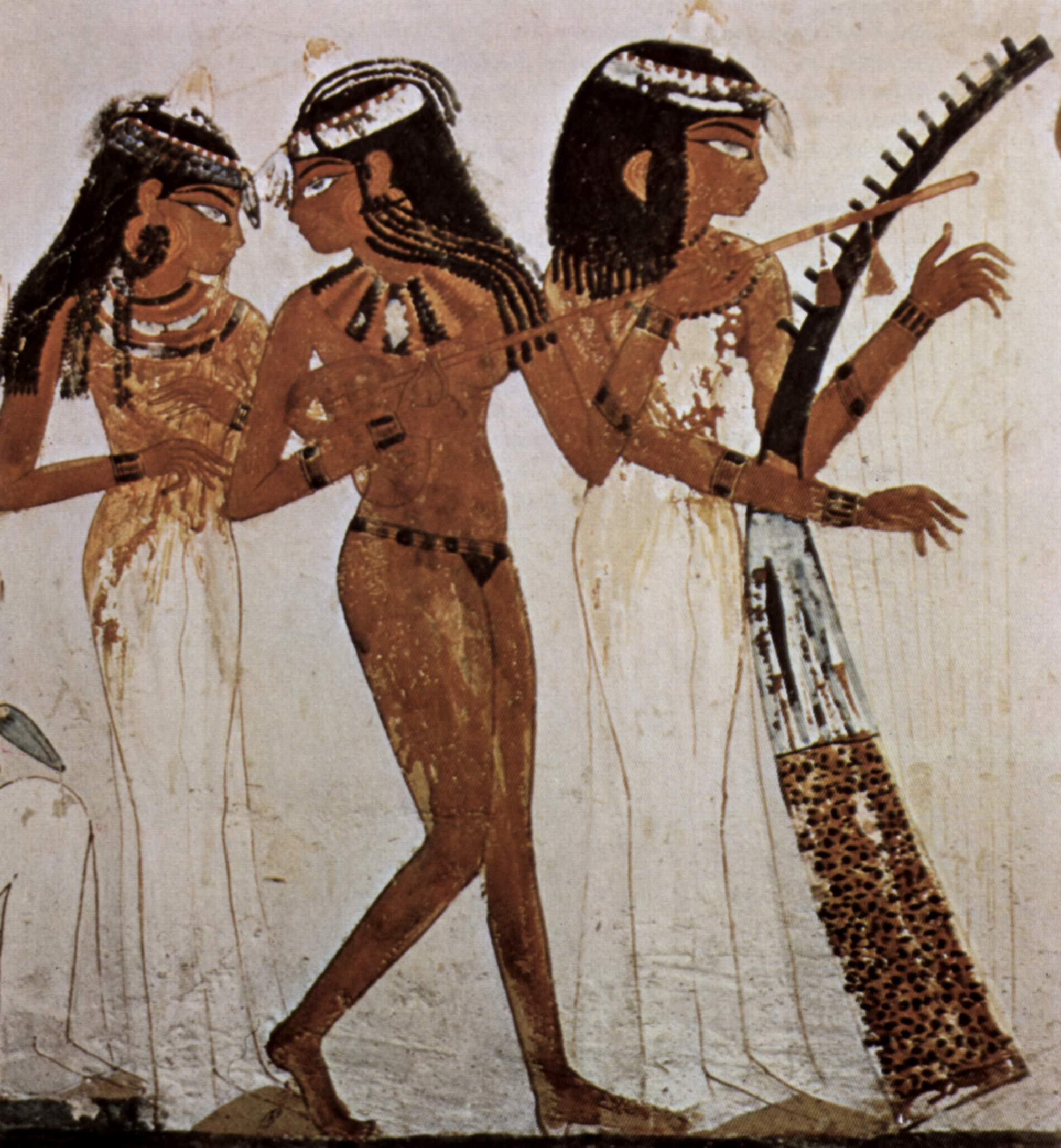
Vrouwelijke muzikanten, met van links naar rechts: auloi, luit en harp.

Muziek was niet alleen belangrijk in oud-Egyptische tempels; ook feesten als geboorten, verjaardagen, bruiloften en zelfs begrafenissen waren niet compleet zonder instrumentatie. De muziek hier werd als vanzelfsprekend een stuk minder strak en statig gespeeld dan tempelmuziek. Ensembles van zangers, fluitisten, harpisten, percussionisten, luit- en lierspelers speelden op een redelijk volume ritmische muziek. In juwelen gehulde danseressen haalden hierop acrobatische kunsten uit, terwijl de muzikanten hun best deden om het publiek mee te laten klappen, zingen of spelen (op kleine instrumenten als het sistrum).
De mensen die op feesten speelden, waren over het algemeen professionele musici, zowel van het mannelijk als het vrouwelijk geslacht. Anders dan de shemayets stonden deze muzikanten niet erg hoog op de sociale ladder. De feesten en de musici waren echter wel zeer populair, en vreugde werd in het Oude Egypte als een belangrijk onderdeel van het leven gezien. Behalve uit muziek bestonden de feesten vooral uit eten, drinken en het onderhouden van sociale contacten.

## Overblijfselen
Hoewel er in het Oude Egypte geen muziek genoteerd is, zijn er diverse liedteksten bewaard gebleven. De hymne voor Aton is daar een bekend voorbeeld van. De tekst van deze hymne werd gevonden in Graf Amarna 25 in Achetaton en lijkt opvallend veel op psalm 104 uit de Bijbel. Een deel van de tekst van de hymne luidt:
Hoe groot zijn uw daden,
Niettemin verborgen van het zicht,
O Enige God naast wie er velen zijn!
U maakte de aarde zoals u dit wenste, u alleen,
Alle volkeren, kudden, en troepen;
Alles op aarde wat op benen lopen,
Alles op hoogte wat op vleugels vliegen,
Het land van Khor en Koesj,
Het land van Egypte.
Deze tekst was gericht naar Aton, die in de 18e dynastie door Achnaton en zijn volgelingen werd beschouwd als de enige God.
Er zijn honderden reliëfs bekend waarop mensen te zien zijn die een muziekinstrument bespelen, dansen of luisteren naar muziek. Onder andere in de graftombe van Chnoemhotep en Nianchchnoem zijn dansers en muzikanten op de muren afgebeeld. Ook zijn er diverse teksten bewaard gebleven, waaruit blijkt hoe belangrijk muziek voor de Egyptenaren was. Enkele voorbeelden hiervan:
...uw zoon, die op uw troon zit, heer van Goden en mensen, soeverein vierend jubilea als de uwe, draagt de twee sistra...
— Inscriptie in de tempel van Ramses II
...de Vrouw van de Grote Koning, zijn geliefde, rijk aan haar schoonheid; zij die Aton rust geeft met haar zoete stem, en met haar twee mooie handen, het dragen van twee sistra, de maîtresse van de Twee Landen, Nefernefruaton-Nofretete, ooit het leven voor altijd en eeuwig...
— Inscriptie in Graf Amarna 25, de tombe van Ay
In de latere muziek zijn nog een aantal invloeden van de Egyptenaren te herkennen. Zo was het sistrum de voorloper van de tamboerijn en is de luit (later onder andere populair in de barokmuziek) waarschijnlijk door de oude Egyptenaren uitgevonden. Bovendien zijn er door egyptologen onderdelen van instrumenten gevonden, die kenmerken lijken te hebben van de huidige gitaar. De koptische muziek (zie ook hierboven), die door musicologen wordt gezien als een belangrijke afstammeling van de oud-Egyptische muziek, bestaat nog steeds.

### Imitatie
Diverse hedendaagse componisten hebben geprobeerd een zo werkelijk mogelijk beeld te scheppen van oud-Egyptische muziek.
De Vlaamse componist Wouter Smekens schreef bijvoorbeeld het stuk Uin-Ouq, waarin onder andere een triangel, een menat en een aulos voorkomen. Door gebrek aan oud-Egyptische notenschrift is niet te controleren of dit stuk wat betreft klank ook maar in de buurt komt van de echte oud-Egyptische muziek.
De Amerikaanse minimalist Philip Glass heeft in zijn muzikale biografie van Achnaton (de opera Akhnaten) enkele oud-Egyptische teksten, waaronder de Hymne van Aton en de Papyrus van Ani (ofwel het 'Boek der Doden') gebruikt. In de opera wordt geprobeerd een oud-Egyptische sfeer te scheppen, maar er zitten in de muziek veel (moderne, minimalistische) toevoegingen van de componist zelf.